# Peter Gomes
Peter Gomes (Boston, 22 mei 1942 - aldaar, 28 februari 2011) was een Amerikaans geestelijke en theoloog. Hij werd bekend als de predikant op de Harvard-universiteit, waar hij in dezelfde veertig jaar ook hoogleraar was. Hij liet een groot aantal essays en boeken na.

## Levensloop
Gomes werd geboren als zoon van een vader uit Kaapverdië die werkte in de cranberrybouw en een moeder die was afgestudeerd aan het conservatorium van New England. Hij groeide op in Plymouth, in een omgeving met literatuur, pianolessen en de verwachting dat hij predikant zou worden.
Volgens vrienden en familie stond hij al op een leeftijd van vier jaar te preken vanaf houten kisten in de kelder. Zijn eerste preek tijdens een kerkdienst hield hij op een leeftijd van twaalf jaar. Gomes was van origine rooms-katholiek, maar trad later toe tot de American Baptist Churches.
Vanaf 1961 studeerde hij aan Bates College in Lewiston, een Liberal arts college dat in 1855 was opgericht door voorstanders van afschaffing van de slavernij. Met geschiedenis als hoofdvak behaalde hij daar zijn bachelorgraad in 1965. Gomes studeerde verder in theologie waarin hij in 1968 aan de Harvard Divinity School zijn mastergraad behaalde.
De eerste twee jaar van zijn carrière was hij leraar in westerse beschaving aan het Tuskegee Institute in Alabama. Vervolgens keerde hij in 1970 terug naar Boston en werd hij assistent-predikant van de Memorial Church, een oecumenisch-christelijk centrum van de Harvard-universiteit.
In 1972 werd hij waarnemend predikant en in 1974 hoofdpredikant van deze kerk. Datzelfde jaar werd hij tevens benoemd tot hoogleraar, met de bijbehorende titel Plummer Professor of Christian Morals. In de decennia erna was hij de belangrijkste en invloedrijke geestelijke van de universiteit. In de loop van de jaren steeg zijn bekendheid ook tot ver erbuiten en sprak hij op podia en in gezelschappen in de gehele Verenigde Staten en daarnaast geregeld in het Verenigd Koninkrijk.
In 1991 protesteerde een menigte studenten, faculteitsleden en kantoormedewerkers tegen homofobe artikelen in een conservatief tijdschrift van de campus. De publicatie leidde tot een stroom van intimidaties en laster tegen homoseksuelen en lesbiennes op het universiteitsterrein. Gomes sprak de menigte toe dat hij een christen is die toevallig ook homoseksueel is, wat niet zonder risico was voor zijn reputatie en carrière. Zijn uitspraak leidde tot verbazing bij de gevestigde orde en leverde van enkelen de roep op tot zijn aftreden; die echter werd genegeerd.
Hij trouwde nooit en liet weten dat hij koos voor een celibatair leven. Zijn uitspraken voor de menigte in 1991 werden niettemin een keerpunt in zijn professionele leven, omdat hij er zich sindsdien voor wilde blijven inzetten om de religieuze achtergronden en wortels van homofobie te benoemen. Dit deed hij enerzijds tijdens zijn kerkdiensten die vaak goed bezocht werden, maar ook in zijn essays en boeken waarin hij zich uitgebreid uitliet over intolerantie.
In 1996 publiceerde hij zijn bestseller The Good Book: Reading the Bible with Mind and Heart, waarin hij gelovigen opriep de geest en niet de letterlijke uitdrukkingen te volgen van de bijbel, die naar zijn zeggen werden misbruikt om racisme, antisemitisme en seksisme te verdedigen, en homoseksualiteit en abortus aan te vallen. Daarvoor in de plaats gaf hij interpretaties die volgens hem een juister beeld gaven dan de recente uitingen van vooroordelen.
Tijdens een interview met de Los Angeles Times liet hij zelfs weten: "De bijbel alleen is het gevaarlijkste ding dat ik kan bedenken." Niettemin verdedigde hij de bijbel ook tegen critici die het boek bedorven noemden omdat hij werd gebruikt om mensen te onderdrukken. Tegenover de homokrant The Seattle Gay News liet hij bijvoorbeeld weten: "De bijbel is niet een enkel boek, niet een enkele historische, filosofische dan wel theologische verhandeling. Hij heeft 66 boeken. Het is een bibliotheek."

## Erkenning
Gomes werd vaak onderscheiden, en ontving onder meer eredoctoraten van meer dan veertig universiteiten.
Door Time Magazine werd hij in 1979 een van de beste predikanten van het land genoemd. Bij de tweede inauguratie van Ronald Reagan voltrok hij diens inwijding en bij de inauguratie van George H.W. Bush hield hij de preek in de Washington National Cathedral, beide republikeinse presidenten, terwijl Gomes zich zelf in 2006 bekende tot de Democratische Partij.
Een zeer beperkte verdere selectie uit vele  onderscheidingen die hem werden toegekend, is de volgende:
- 1998: Geestelijke van het jaar van Religion and American Life
- 2007: Lid van de Militaire Hospitaal Orde van Sint Jan van Jeruzalem
- 2007: Four Freedoms Award voor godsdienstvrijheid